# جيمس رانسون
جيمس رانسون (بالإنجليزية: James Ransone)‏ هو ممثل أمريكي، ولد في 2 يونيو 1979 ببالتيمور في الولايات المتحدة.

## أعمال

### أفلام
- (2006) إنسايد مان[4]
- (2008) ليلة حفل التخرج[5]
- (2010) الأيام الثلاثة القادمة
- (2011) ابن لا أحد
- (2013) الفتى العجوز[6]
- (2013) إمباير ستات
- (2013) مدينة محطمة
- (2014) سايمبيلاين
- (2015) الضحية 2[7][8]
- (2019)  الفصل الثاني

### مسلسلات
- الأول
- جيريكو
- هاواي فايف أو

## وصلات خارجية
- جيمس رانسون على موقع IMDb (الإنجليزية)
- جيمس رانسون على موقع روتن توميتوز (الإنجليزية)
- جيمس رانسون على موقع قاعدة بيانات الأفلام العربية
- جيمس رانسون على موقع ألو سيني (الفرنسية)
- جيمس رانسون على موقع أول موفي (الإنجليزية)
- جيمس رانسون على موقع قاعدة بيانات الأفلام السويدية (السويدية)
- جيمس رانسون على موقع قاعدة بيانات الفيلم (الإنجليزية)
- جيمس رانسون على موقع كينوبويسك (الروسية)